# Torzijska vaga
Torzijska vaga je vaga kojom se iznos neke sile određuje putem zakretnoga momenta torzije (uvijanje) napete niti (konstruirao Charles-Augustin de Coulomb, 1777.). Sastoji se od okomite, na jednom kraju učvršćene metalne niti, na drugom kraju koje je obješena transverzalna šipka kao kod torzijskoga njihala. Za male zakrete šipke sila je razmjerna (proporcionalna) kutu uvijanja ili torzije. Tom je vagom Coulomb 1785. eksperimentalno utvrdio zakon privlačenja električnih naboja (Coulombov zakon), a nešto kasnije (1798.) je Henry Cavendish sličnom vagom vlastite konstrukcije odredio gravitacijsku konstantu.

## Coulombov zakon
Djelovanje elektrostatičke sile opisano je u Coulombovom zakonu, premda je ovisnost elektrostatičke sile o kvadratu udaljenosti bila ustanovljena i ranije, no nije objavljena. U svojim pokusima Coulomb je koristio tzv. torziono njihalo, preteču torzione vage, napravu koja je mogla detektirati i usporediti vrlo male sile. Coulombov zakon u skalarnom obliku govori:

## Cavendishov pokus
Gravitacijska konstanta se pojavljuje u Newtonovom zakonu gravitacije, ali nije izmjerena do 1798, ili 71 godinu nakon Newtonove smrti, kada ju je izmjerio Henry Cavendish (Philosophical Transactions 1798.). Cavendish je izmjerio G implicitno, koristeći torzijsku vagu koju je izumio geolog John Mitchell. On je koristio horizontalnu torzijsku gredu s olovnim loptama čiju je tromost (u odnosu s torzijskom konstantom) mogao izmjeriti mjereći vrijeme oscilace grede. Njihova slaba privlačnost prema ostalim loptama postavljenim uzduž grede bila je prepoznatljiva po progibu koji je stvarala. Cavendishova namjera zapravo nije bila mjerenje gravitacijske konstante, već mjerenje Zemljine gustoće u odnosu na vodu, kroz precizno znanje o gravitacijskim interakcijama. 
Preciznost izmjerene vrijednosti G se samo skromno povećala od originalnog Cavendishovog eksperimenta. G je dosta težak za izmjeriti, jer je gravitacija dosta slabija od ostalih osnovnih sila, i eksperimentalna oprema ne može biti odvojena od gravitacijskog utjecaja ostalih tijela. Dalje, gravitacija nema ustanovljen odnos prema ostalim fundamentalnim silama, tako da se ne čini moguće izračunati je indirektno iz drugih konstanti koje se mogu računati s većom preciznošću, kao što se radi u ostalim područjima fizike. Objavljene vrijednosti G-a su varirale poprilično široko, i neka nedavna mjerenja visoke preciznosti su, u biti, međusobno isključiva.